# Gnophomyia
Gnophomyia är ett släkte av tvåvingar som beskrevs av Osten Sacken 1860. Gnophomyia ingår i familjen småharkrankar.

## Dottertaxa tillGnophomyia, i alfabetisk ordning[1][2]
- Gnophomyia acheron
- Gnophomyia acricula
- Gnophomyia adjusta
- Gnophomyia anaphora
- Gnophomyia angusticellula
- Gnophomyia apicularis
- Gnophomyia arcuata
- Gnophomyia argutula
- Gnophomyia astuta
- Gnophomyia axillaris
- Gnophomyia banksiana
- Gnophomyia bipectinata
- Gnophomyia brevicellula
- Gnophomyia bulbibasis
- Gnophomyia caloptera
- Gnophomyia certa
- Gnophomyia chilota
- Gnophomyia cockerelli
- Gnophomyia coxitalis
- Gnophomyia cryptolabina
- Gnophomyia ctenura
- Gnophomyia dejecta
- Gnophomyia delectabilis
- Gnophomyia diacaena
- Gnophomyia diacantha
- Gnophomyia diazi
- Gnophomyia dictena
- Gnophomyia digitiformis
- Gnophomyia distifurcula
- Gnophomyia duplex
- Gnophomyia elsneri
- Gnophomyia emarginata
- Gnophomyia eupetes
- Gnophomyia ferruginea
- Gnophomyia fessa
- Gnophomyia filiformis
- Gnophomyia flaviclava
- Gnophomyia flebilis
- Gnophomyia fraterna
- Gnophomyia fraternoides
- Gnophomyia fuscocostalis
- Gnophomyia glabritergata
- Gnophomyia jacobsoni
- Gnophomyia justa
- Gnophomyia justoides
- Gnophomyia kertesziana
- Gnophomyia klossiana
- Gnophomyia lachrymosa
- Gnophomyia lata
- Gnophomyia laticincta
- Gnophomyia latilobata
- Gnophomyia latissima
- Gnophomyia longicellula
- Gnophomyia longiterebra
- Gnophomyia longitergata
- Gnophomyia lugubris
- Gnophomyia macrocera
- Gnophomyia maculipleura
- Gnophomyia maestitia
- Gnophomyia magica
- Gnophomyia magniarcuata
- Gnophomyia mediotuberculata
- Gnophomyia molinae
- Gnophomyia monophaea
- Gnophomyia multiermis
- Gnophomyia nahuelbutae
- Gnophomyia nebulicincta
- Gnophomyia nectarea
- Gnophomyia neofraterna
- Gnophomyia nigrescens
- Gnophomyia nigrina
- Gnophomyia nimbifera
- Gnophomyia nitens
- Gnophomyia nycteris
- Gnophomyia obesula
- Gnophomyia orientalis
- Gnophomyia ostensackeni
- Gnophomyia oxymera
- Gnophomyia pallidapex
- Gnophomyia pauciseta
- Gnophomyia peracutior
- Gnophomyia perdebilis
- Gnophomyia perlata
- Gnophomyia permagica
- Gnophomyia persevera
- Gnophomyia petentis
- Gnophomyia platystyla
- Gnophomyia podacantha
- Gnophomyia porteri
- Gnophomyia propatula
- Gnophomyia pulvinaris
- Gnophomyia quartaria
- Gnophomyia regnatrix
- Gnophomyia rubicundula
- Gnophomyia sagitta
- Gnophomyia sagittoides
- Gnophomyia similis
- Gnophomyia socialis
- Gnophomyia spinibasis
- Gnophomyia stenochorema
- Gnophomyia stenophallus
- Gnophomyia stupens
- Gnophomyia stylacuta
- Gnophomyia subapicularis
- Gnophomyia subarcuata
- Gnophomyia subflebilis
- Gnophomyia subhyalina
- Gnophomyia subnimbifera
- Gnophomyia subobliterata
- Gnophomyia suffusibasis
- Gnophomyia teleneura
- Gnophomyia tetracaena
- Gnophomyia tiresias
- Gnophomyia toleranda
- Gnophomyia toschiae
- Gnophomyia transversa
- Gnophomyia triatrata
- Gnophomyia tricepoides
- Gnophomyia triceps
- Gnophomyia tricornis
- Gnophomyia trilobata
- Gnophomyia trisetigera
- Gnophomyia tristissima
- Gnophomyia tuber
- Gnophomyia tungurahuana
- Gnophomyia vanitas
- Gnophomyia vilis
- Gnophomyia viridipennis
- Gnophomyia vitripennis